# Sarcosphaera coronaria
Sarcosphaera coronaria és una espècie de fong ascomicot de l'ordre dels pezizals (Pezizales). És un fong blanquinós o grisenc amb la forma d'una copa que arriba a fer 12 cm de diàmetre i que es troba a la muntanya en boscos temperats sota l'humus. Es troba a Europa, Israel i la part asiàtica de Turquia, Àfrica del Nord i Amèrica del Nord. Es considera una espècie amenaçada en 14 països. Es pot confondre amb un pet de llop.

## Espècies similars

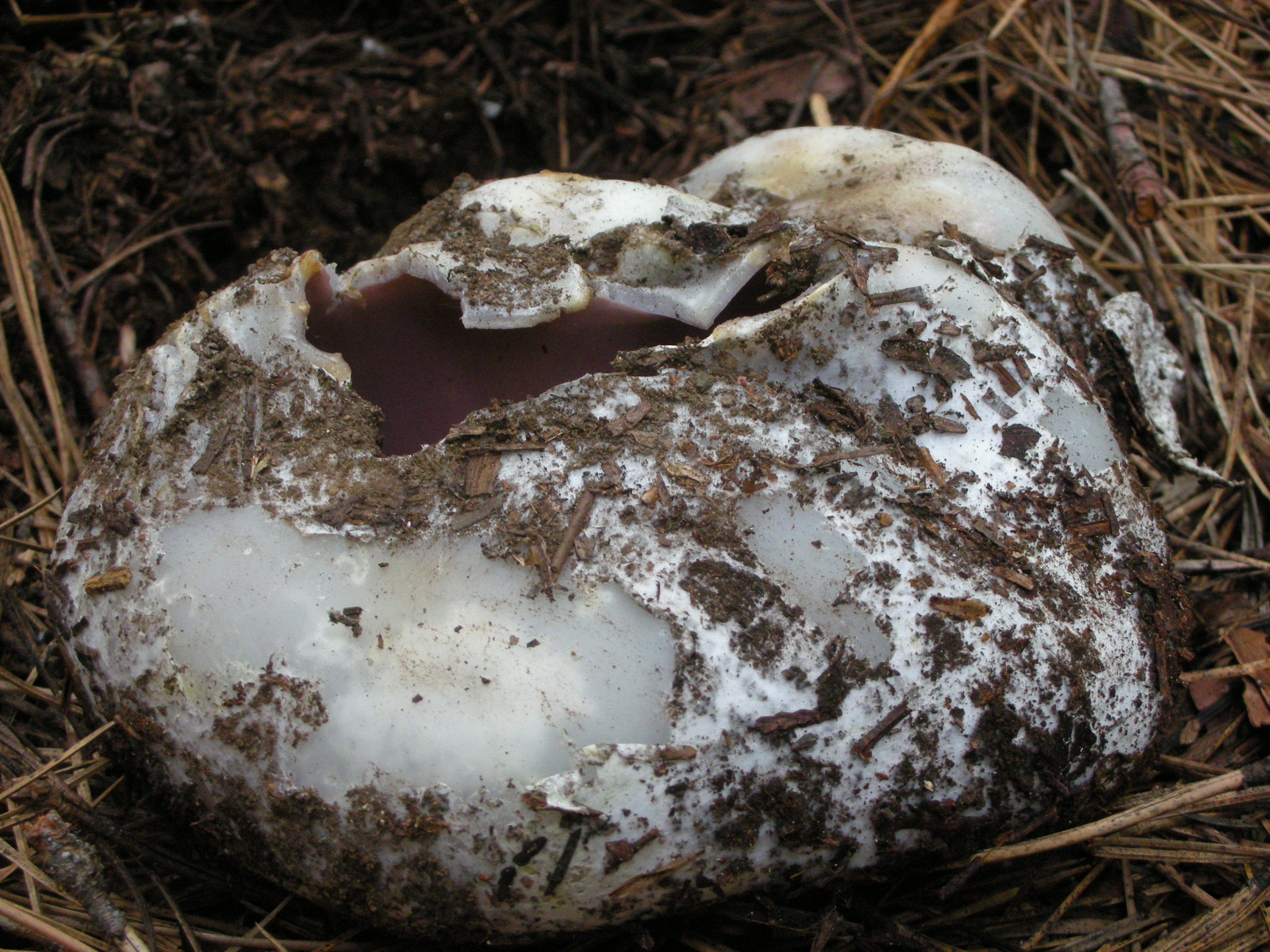
Els cossos fructífers joves semblen tòfones

Els cossos fructífers immadurs es poden confondre amb les tòfones però tenen l'interior buit. Els espècimens madurs semblen Scleroderma polyrhizum, però aquest no té la coloració porpra de la Sarcosphaera coronaria. Peziza ammophila abans estava classificat dins el gènere Sarcosphaera. Neournula puchettii és més petit. Geopora sumneriana també s'hi assembla superficialment.

## Comestibilitat
Sarcosphaera coronaria no té gaire gust ni olor. Actualment no es recomana el seu consum ja que pot provocar problemes gastrointestinals. Els cossos fructífers d'aquest fong bioacumulen el metall tòxic arsènic.